# Otter Lake (New York)
Pour l’article homonyme, voir Otter Lake.
Otter Lake est une census-designated place du comté d'Oneida, dans l'État de New York, aux États-Unis. En 2020, elle compte une population de 109 habitants.